# Lahu (langue)
Pour les articles homonymes, voir Lahu.
Le lahu (autonyme, lɑ53xo11) est une langue tibéto-birmane parlée  en Chine, dans le Sud-Ouest du Yunnan par environ 280 000 Lahu.

La langue est parlée, au-delà des frontières chinoises, en Birmanie, en Thaïlande, au Viêt Nam et au Laos.

## Classification interne
Le lahu appartient au groupe des langues lolo-birmanes à l'intérieur de la famille des langues tibéto-birmanes.

## Phonologie
Les tableaux présentent les phonèmes vocaliques et consonantiques de la variété parlée dans le xian autonome lahu de Lancang, situé dans le Yunnan.

### Voyelles
|         | Antérieure        | Centrale | Postérieure       |
| ------- | ----------------- | -------- | ----------------- |
| Fermée  | i [i] ɪ [ɪ] ɪ̘ [ɪ̘] |          | v [-] ɯ [ɯ] u [u] |
| Moyenne | e [e]             | ɤ [ɤ]    | o [o]             |
| Ouverte | ɛ [ɛ]             |          | ɔ [ɔ] ɑ [ɑ]       |

### Consonnes
|               |               | Bilabiales | Alvéolaires | Alvéolaires | Alv.-pal. | Dorsales | Dorsales |
| ------------- | ------------- | ---------- | ----------- | ----------- | --------- | -------- | -------- |
| Centrales     | Latérales     | Bilabiales | Vélaires    | Uvulaires   | Alv.-pal. |          |          |
| Occlusives    | Sourde        | p [p]      | t [t]       |             |           | k [k]    | q [q]    |
| Occlusives    | Aspirées      | ph [pʰ]    | th [tʰ]     |             |           | kh [kʰ]  | qh [qʰ]  |
| Occlusives    | Sonore        | b [b]      | d [d]       |             |           | g [g]    |          |
| Fricatives    | sourdes       | f [f]      | s [s]       |             | ɕ [ɕ]     | x [ x]   |          |
| Fricatives    | Sonore        | v [v]      | z [z]       |             | ʑ [ʑ]     | ɣ [ɣ]    |          |
| Affriquées    | Sourdes       |            | ts [t͡s]     |             | tɕ [t͡ɕ]   |          |          |
| Affriquées    | Aspirées      |            | tsh [t͡sʰ]   |             | tɕh [t͡ɕʰ] |          |          |
| Affriquées    | Sonores       |            | dz [d͡z]     |             | dʑ [d͡ʑ]   |          |          |
| Liquides      | Liquides      |            |             | l [l]       |           |          |          |
| Nasales       | Nasales       | m [m]      | n [n]       |             |           | ŋ [ŋ]    |          |
| Semi-voyelles | Semi-voyelles | w [w]      |             |             |           |          |          |

### Une langue tonale
Le lahu est une langue tonale qui possède sept tons.